# 賈拉拉巴德機場
賈拉拉巴德機場（普什圖語：‎，波斯語：‎）是一座位於中亞國家阿富汗東部城市賈拉拉巴德的機場，該機場因阿富汗政局仍然處於混亂中，因此並無定期民用客運航班。